# MTASC
MTASC (Motion-Twin ActionScript 2 компілятор) — вільне програмне забезпечення для компіляції коду ActionScript 2.0 на Windows, GNU / Linux і Mac OS X, написане на OCaml та розроблене компанією Motion-Twin.
MTASC використовуються або самостійно, або в комбінації з іншими відкритим програмним забезпеченням, таким як swfmill для створення SWF файлів, які можна використовувати для публікації інтерактивного мультимедійного вмісту які відтворюються Flash Playerом. MTASC набагато швидше, ніж компілятор Macromedia Flash ActionScript.
MTASC ґрунтується на найкращих технологіях компіляції мови програмування OCaml і забезпечує велику швидкість покращення в порівнянні з компілятором Macromedia (MMC). MTASC усуває ряд проблем безпеки, які виникають при використанні MMC. MTASC компілятор вимогливіший, ніж MMC і може виявити більше помилок, ніж MMC. Через цю особливість існують деякі відмінності між MMC і MTASC.